# دن همهیوس
دن همهیوس (انگلیسی: Dan Hamhuis؛ زادهٔ ۱۳ دسامبر ۱۹۸۲) بازیکن هاکی روی یخ اهل کانادا است.
از باشگاه‌هایی که در آن بازی کرده‌است می‌توان به ونکوور کناکز اشاره کرد.